# بخش شهید باگات سینگ نگار
بخش شهید باگات سینگ نگار (به پنجابی: ਸ਼ਹੀਦ ਭਗਤ ਸਿੰਘ ਨਗਰ) که سابقاً نوانشهر نامیده می‌شد یکی از بخش‌های ناحیه دوبا ایالت پنجاب در شمال شرقی هند است. این منطقه به سه بخش نوانشهر، بنگا و بالاچائور تقسیم می‌شود. این منطقه جزء حوزه انتخاباتی اناندپور سهیب قرار می‌گیرد. طبق آمار سال ۲۰۱۱، این منطقه پس از بارنالا و فاتحگر صاحیب کم جمعیت‌ترین منطقه پنجاب از بین ۲۲ منطقه است.

## تاریخچه
با تلاش‌های هارچاران برار، که فرماندار وقت منطقه بود، منطقه شهید باگات سینگ نگار در تاریخ ۵ نوامبر ۱۹۹۵ از مناطق جلندر و هوشیارپور جدا شد و به عنوان شانزدهمین ایالت پنجاب به مرکزیت نوانشهر معرفی شد. نوانشهر را مهاجرانی از راهون در نزدیکی رود ستلج ساختند چراکه آن شهر در معرض خطر سیل قرار داشت. این شهر جدید را نوانشهر، که به معنی شهر نو است، نامیدند.
مزیت منطقهٔ دوابا و دیگر مناطق نسبت به این منطقه این است که زمین در آنجا ارزانتر است. در واقع به جز لودهیانا و چندی‌گر، منطقه شهید باگات سینگ نگار گرانترین قیمت زمین را دارد. با این حال جمعیت این منطقه به دلیل مهاجرت افراد به این منطقه در حال افزایش است.
نوانشهر با خطوط راه آهن به جلندر و راهون متصل است.

## امکانات رفاهی
این منطقه از نظر خدمات بهداشتی درمانی در سطح خوبی قرار دارد و چندین بیمارستان دولتی و کلینیک پزشکی برای استفاده مردم در آنجا وجود دارد. نوانشهر ظرفیت بیمارستانی ۶۴ تخته را دارد. بنگا و بالاچائور نیز ظرفیت بیمارستانی معادل ۳۰ تخت بیمارستانی را دارند. همچنین در هر روستا امکانات درمانی برای خدمات رسانی مستقر است.
در نوانشهر، راهون، سارویا و بالاچائور بیمارستان‌های دامپزشکی نیز موجود است.

## آمار
- مساحت کل:۱٬۲۵۸ کیلومتر مربع[۷]
- جمعیت کل ((طبق سرشماری سال ۲۰۰۱ هند): ۵۸۷٬۴۶۸ نفر <[۷]
- جمعیت مردان: ۳۰۶٬۹۰۲[۷]
- جمعیت زنان: ۲۸۰٬۵۶۶[۷]
- نسبت زنان به مردان: ۹۱۳/۱۰۰۰[۷]
- چگالی جمعیت: ۴۳۹ نفر بر کیلومتر مربع[۷]
- درصد رشد جمعیت (۱۹۹۱–۲۰۰۱): ۱۰٫۴۳[۷]

طبق سرشماری ۲۰۱۱ هند، جمعیت منطقه شهید باگات سینگ نگار ۶۱۴٬۳۶۲ نفر است که تقریباً معادل جمعیت جزایر سلیمان یا ایالت ورمانت آمریکاست. از حیث جمعیت، این منطقه رتبهٔ ۵۲۲ را در میان ۶۴۰ منطقه هند دارد. درصد باسوادان در این منطقه ۸۰٫۳٪ است.
دین اغلب مردم این منطقه هندوئیسم (۶۵٫۵۵٪) و سیک (۳۱٫۵٪) است. حدود ۱٫۱۲٪ جمعیت مسلمان هستند. دیگر مذاهب کمتر از دو درصد جمعیت این منطقه را شامل می‌شوند.

## خصوصیات
منطقه شهید باگات سینگ نگار ۱٬۲۶۶ کیلومترمربع مساحت و ۶۱۲٬۳۱۰ نفر جمعیت دارد. زبان رسمی این منطقه زبان پنجابی است.